# Euthamia
Euthamia là một chi thực vật có hoa trong họ Cúc (Asteraceae).

## Loài
Chi Euthamia gồm các loài: